# Seksuele gezondheid
Seksuele gezondheid (voluit: seksuele en reproductieve gezondheid) wordt door de Wereldgezondheidsorganisatie (WHO) gedefinieerd als "een toestand van volledig lichamelijk, geestelijk en sociaal welzijn en niet alleen de afwezigheid van ziekte of gebrek, in alle zaken die betrekking hebben op het voortplantingssysteem en zijn functies en processen. Reproductieve gezondheid houdt in dat mensen in staat zijn een bevredigend en veilig seksleven te hebben en dat ze het vermogen hebben om zich voort te planten en de vrijheid hebben om te beslissen of, wanneer en hoe vaak ze dat doen. Impliciet in deze laatste voorwaarde zijn het recht van iedereen om geïnformeerd te worden over en toegang te hebben tot veilige, effectieve, betaalbare en aanvaardbare methoden van gezinsplanning, evenals andere methoden van hun keuze voor het reguleren van de vruchtbaarheid die niet in strijd zijn met de wet, en het recht op toegang tot passende gezondheidszorg die vrouwen in staat stelt om veilig door de zwangerschap en de bevalling te gaan en paren de beste kans op een gezonde baby te geven."
Seksuele gezondheid is een overkoepelende term voor diverse gezondheidskwesties rondom het thema seksualiteit, waaronder: gezinsplanning; gezondheidszorg voor moeders en pasgeborenen; preventie, diagnose en behandeling van seksueel overdraagbare aandoeningen (soa's), met inbegrip van HIV; screening op baarmoederhalskanker; preventie en behandeling van onvruchtbaarheid. Deze zorg is gericht op het voorkomen van slechte seksuele gezondheid, zoals complicaties bij zwangerschap en bevalling, onbedoelde zwangerschappen, onveilige abortussen, complicaties veroorzaakt door soa's, seksueel geweld en vrouwen die sterven aan vermijdbare kanker.
Seksuele gezondheid is een term die gebruikt wordt op individueel niveau, maar ook binnen de kaders van bepaalde groepen, of de samenleving.  

## Seksuele gezondheid in België
In België rapporteert het expertisecentrum Sensoa over de seksuele gezondheid van de bevolking. Het centrum stelt tevens specifieke onderwijspakketten samen, zoals voor leerlingen van de basisschool of voortgezet onderwijs, anderstaligen, migranten, en mensen met een lichamelijke of verstandelijke beperking.

## Seksuele gezondheid in Nederland
Kenniscentrum Rutgers onderzoekt binnen Nederland seksuele gezondheid en rapporteert hierover. Seksuele gezondheid is een aandachtsgebied van de Nederlandse overheid: naast opdrachtgever van periodiek onderzoek naar het onderwerp, vraagt de overheid lokale overheden om aandacht te hebben voor de seksuele gezondheid binnen hun wijk of gemeente. Volgens onderzoek van Rutgers in opdracht van het Nederlandse ministerie voor Volksgezondheid, Welzijn en Sport waren in 2017 de meeste van de ondervraagden positief over hun seksuele beleving, en waren mensen over het algemeen progressief in hun opvattingen over seksualiteit.

## Erkende probleemgebieden
De WHO erkende in mei 2000 verschillende probleemgebieden binnen het thema seksuele gezondheid: Het gaat daarbij om problemen met seksuele gezondheid in relatie tot
- de integriteit van het lichaam en de seksuele veiligheid
- erotiek
- geslacht en gender
- seksuele geaardheid
- hechting
- de voortplanting